# Думчев, Юрий Эдуардович
Юрий Эдуардович Думчев (5 августа 1958, Россошь, Воронежская область — 10 февраля 2016, Адлер) — российский спортсмен и актёр, шестикратный чемпион СССР в метании диска и толкании ядра, чемпион Европы, заслуженный мастер спорта СССР (1984). С 1979 года снимался в кино (более 57 фильмов). Также был занят в десятках рекламных роликов и сюжетах киножурнала «Ералаш». С 2007 года являлся членом «элитарного клуба» «Что? Где? Когда?».

## Биография
Родился в городе Россошь Воронежской области. В 1965 году пошёл в первый класс Подгоренской средней школы. В 1967 году поступил в Подгоренскую музыкальную школу по классу баяна. Окончил её в 1973 году. Параллельно занимался в школьном драматическом кружке.
В 16 лет уехал в Москву, где начал заниматься лёгкой атлетикой в Московской школе-интернате № 1 (МУОР № 1). Обучал будущего чемпиона заслуженный тренер РСФСР Алексей Александрович Иванов. Основными видами спорта, которыми он занимался, были метание диска и толкание ядра.
В 1974 году результат Думчева был 10 м 99 см. К 1982 году это расстояние увеличилось почти вдвое (19 м 41 см.). Но бо́льших успехов Думчев достиг в метании диска. В 1975 году его первые результаты были на уровне 41 м 40 см. В 1980 году он дважды бьёт рекорд СССР, метнув диск на 68 м 16 см. В 1982 году вновь устанавливает рекорд СССР — 69 м 30 см. Самое большое достижение Думчева — мировой рекорд, установленный в 1983 году: он метнул диск на 71 м 86 см.
В 1976 году был приглашён в состав сборной команды СССР. Окончив школу, поступил в Институт физической культуры.
В 1977 году одержан ряд спортивных побед: он выигрывает матчи СССР — ГДР, США — СССР, чемпионат СССР, а также юниорский чемпионат Европы, проходивший в городе Донецке.
Молодой спортсмен снялся в эпизоде, который в 1980 году вошёл в фильм П. Любимова «Быстрее собственной тени». Так данные будущего актёра попадают в картотеку «Мосфильма».
24 марта 1980 года он установил рекорд СССР в метании диска — 67 м 26 см. В августе того же года бьёт собственный рекорд — 68 м 16 см. На Олимпийских играх в Москве Думчев занимает лишь 5 место с результатом 65 м 58 см. В этом же году вновь становится Чемпионом СССР на чемпионате по лёгкой атлетике, который проходил в г. Донецке.
В 1981 году становится обладателем Кубка СССР и выигрывает чемпионат СССР в г. Москве.
В 1982 году им установлен новый рекорд СССР — 69 м 30 см.
В 1983 году — серебряный призёр чемпионата СССР, а 29 мая 1983 года устанавливает мировой рекорд в метании диска — 71 м 86 см.
В 1984 году становится победителем соревнований «Дружба-84», которые проходили альтернативой Олимпийских игр в Лос-Анджелесе с результатом 66 м 70 см.
В 1985 году его вновь приглашают работать в кино. На съёмках фильма «Борис Годунов» у С. Бондарчука возникла сложность: В. Комар, игравший Собаньского, неожиданно уехал во Францию, и подобрать похожего по фактуре актёра на замену оказалось непросто. Юрий Думчев стал дублёром польского коллеги (в титрах фильма его имени нет).
Начиная с 1986 года, активно снимается в кино. После роли в фильме «Человек с бульвара Капуцинов» ему присваивается II актёрская категория.
В 1988 году участвует в Олимпийских играх в Сеуле, где занимает 4 место. В этом же году он в шестой раз становится чемпионом СССР.
В 1991 году о спортсмене снимается документальная лента «Неспортивная история».
С 1998 года — член Гильдии актёров России. В 1999 году оканчивает курсы актёрского мастерства. С 2002 года официально является членом Союза кинематографистов России.
В 2007 году он входит в состав знатоков клуба «Что? Где? Когда?». В игре, состоявшейся 19 октября 2007 года, его команда одерживает победу над телезрителями со счётом 6:4.
В последние годы продолжал работать в качестве старшего тренера сборной Москвы по метанию диска и толканию ядра, а также снимался в кино.
Скончался вечером 10 февраля 2016 года на 58-м году жизни в Адлере, куда привёз сборную Москвы в качестве тренера для участия во Всероссийских соревнованиях по метаниям памяти А. Лунёва. Был похоронен на Троекуровском кладбище в Москве.

## Творчество

### Роли в театре
Московский академический театр им. Вл. Маяковского. Спектакль «Место для курения» (Пузя).

### Роли в кино
- 1980 — Быстрее собственной тени — спортсмен-дискобол
- 1986 — Борис Годунов — Собаньский (дублёр В. Комара, в титрах не значится)
- 1986 — Трава зелена — бригадир ремонтников
- 1987 — Человек с бульвара Капуцинов — Белое Перо, сын индейского вождя
- 1987 — Акселератка — бандит
- 1987 — Гражданин убегающий — бульдозерист
- 1991 — Дом под звёздным небом — спортсмен
- 1991 — По Таганке ходят танки — рэкетир
- 1991 — Каминский, московский сыщик (Франция) — Буба
- 1991 — Похороны на втором этаже — телохранитель (в титрах не указан)
- 1991 — Силуэт в окне напротив — боксёр, медбрат, мусорщик
- 1992 — Горячев и другие — Жора
- 1998 — Хочу в тюрьму — бандит
- 1999 — Китайский сервиз — Ефрем
- 2000 — Старые клячи — Вася, покупатель на рынке
- 2000 — Маросейка, 12 — банщик
- 2000 — Траектория бабочки — повар
- 2001 — Идеальная пара — Михась
- 2001 — Сыщики — Артем Баболюбов
- 2000 — Марш Турецкого — телохранитель
- 2001 — Даун Хаус — дантист
- 2001 — Русский водевиль — Степан
- 2002 — Бригада — Бритый
- 2001 — Я — кукла — Кабанюк (роль озвучивал Валентин Голубенко)
- 2002 — Башмачник — Федя
- 2002 — Дом дураков — Квас
- 2002 — Антикиллер — «Вельвет», бандит
- 2001 — Нина — Кит
- 2002 — Красный змей (США) — Хитрый
- 2003 — Невеста по почте (США-Россия) — водитель Юра
- 2003 — Варвар (США—Россия) — Тёмный принц
- 2003 — Полосатое лето — начальник строительства
- 2003 — Спас под берёзами — официант
- 2003 — Крутые повороты — майор милиции
- 2003 — Таксист — майор милиции
- 2003 — На углу, у Патриарших 3 — Георгий Яковлев «Ворон»
- 2002 — Русские в городе ангелов (телесериал) (США—Россия) — зав. складом
- 2004 — Капитан Правда — министр
- 2004 — Евлампия Романова. Следствие ведёт дилетант (телесериал) — садовник
- 2004 — Сматывай удочки — Горилла
- 2004 — Московский холод (США) — Карп
- 2005 — Неотложка-2 — пострадавший
- 2005 — Посылка с Марса — Гена
- 2005 — Парни из стали — Боров
- 2005 — КГБ в смокинге — Дрейк
- 2006 — Хоттабыч — Александр
- 2006 — Парижане — бандит
- 2006 — Терновый венец — массажист
- 2007 — Мороз по коже — Карп
- 2007 — Естественный отбор — Малыш
- 2007 — 2009 — Марго. Огненный крест — Комар (роль озвучивал другой актер)
- 2008 — Любовь-морковь 2 — физрук
- 2009 — Синдром Феникса — спонсор футбольной команды «Заря»
- 2010 — Москва. Центральный округ 3 — Бельцов
- 2011 — Москва. Три вокзала (21-я серия «Кубок для чемпионов») — Родион Романович Подбельский, президент футбольного клуба
- 2013 — Трудно быть богом — Роэ Кэу

### Роли в др. проектах
- 1988 — Неуловимый мститель (Фитиль № 313) — заведующий клубом
- 1997 — Очерки о Москве (исторический проект Л. Якубовича) — палач
- 2001 — Бледнолицый лжец (телеспектакль) — Степан
- 2001 — Условный рефлекс (Фитиль № 410) — грабитель
- 2003 — Музыкальная шкатулка (Ералаш № 161) — носильщик
- 2004 — Цена победы (Ералаш № 178) — тренер

## Признание и награды
- Заслуженный мастер спорта
- Чемпионат СССР по лёгкой атлетике
  - Чемпион (1980 — Донецк, 1981 — Москва);
  - Серебряный призёр (1982 — Киев, 1983 — Москва, 1985, 1988 — Москва)
- Чемпион Европы среди юниоров (1977 — Донецк)
- Обладатель Кубка СССР по лёгкой атлетике (1981 — Москва)
- Рекордсмен мира (1983 — Москва) в метании диска с результатом 71 м. 86 см.
- Победитель соревнований «Дружба-84» (1984 — Москва)
- Участник Олимпийских игр, на которых вошёл в пятёрку сильнейших (1980 — Москва: 5 место; 1988 — Сеул: 4 место)